# Teresa Madruga
Pour les articles homonymes, voir Madruga.
Teresa Madruga, née le 18 mars 1953 sur l'île de Faial au Portugal, est une actrice portugaise.
Elle est apparue dans 71 films et émissions de télévision depuis 1977 et est principalement connue pour son rôle dans Dans la ville blanche, qui a été présenté au 33e Festival international du film de Berlin.

## Filmographie partielle

### Cinéma
- 1981 : Francisca de Manoel de Oliveira
- 1983 : Dans la ville blanche d'Alain Tanner
- 1984 : O Lugar do Morto
- 1985 : Manoel dans l'île des merveilles
- 1985 : Aspern d'Eduardo de Gregorio
- 1992 : Le Jour du désespoir
- 1993 : Val Abraham
- 1995 : Pereira prétend (Afirma Pereira) de Roberto Faenza
- 1996 : Ilhéu da Contenda  de Leão Lopes
- 1988 : Matar Saudades (pt) de Fernando Lopes
- 2001 : Gagner la vie (Ganhar a Vida) de João Canijo
- 2002 : O Gotejar da Luz (pt) de Fernando Vendrell (en)
- 2003 : Carême (Quaresma) de José Álvaro Morais
- 2005 : Le Fataliste de João Botelho
- 2011 : Sangue do Meu Sangue  de João Canijo
- 2012 : Demain ?  de Christine Laurent
- 2012 : Tabou (Tabu), de Miguel Gomes
- 2012 : Imagine
- 2017 : Onze Fois Fátima (Fátima) de João Canijo
- 2018 : Ruth (pt), d'António Pinhão Botelho
- 2019 : L'Ange gardien (Variações) de João Maia
- 2022 : Feu follet (Fogo-Fátuo) de João Pedro Rodrigues
- 2024 : Grand Tour de Miguel Gomes

## Distinctions
- Coimbra Caminhos do Cinema Português 2019 : meilleure actrice dans un second rôle dans Dia de Festa et L'Ange gardien